# Сапожников, Давид Иосифович
Дави́д Ио́сифович Сапо́жников (17 июня 1911 — 23 ноября 1983) — советский физиолог и биохимик растений, первооткрыватель виолоксантинового цикла.

## Биография
Родился в селе Березнеговатом Херсонской губернии в семье сапожника. Был 16-м ребёнком в семье.
В 1926 году поступил в Ленинградский университет. В 1932 году окончил университет по специальности физиология растений. С 1932 по 1935 год учился в аспирантуре Петергофского биологического института Ленинградского университета. Руководителем работы был доцент Б. В. Перфильев. В 1936 году защитил кандидатскую диссертацию. С 1935 по 1937 находился в докторантуре института биохимии АН СССР в Москве. В 1937—1938 годах работал старшим научным сотрудником института физиологии растений АН СССР в Москве. В 1938 вернулся в Ленинград, поступив на работу старшим научным сотрудником в лабораторию фотосинтеза в Ботаническом институте АН СССР.
С 1941 года Д. И. Сапожников воевал в составе 2-го стрелкового полка Петроградской стрелковой дивизии Ленинградской армии народного ополчения (ЛАНО). В 1942 году эвакуирован из блокадного Ленинграда в Казань. 22 декабря 1942 года награжден медалью «За оборону Ленинграда» с пометкой «без звания» (ополченец). Уже 26 декабря 1942, а затем 4 февраля и 6 марта 1943 следуют приказы о мобилизации Сапожникова рядовым Молотовским РВК г. Казани. Призван на фронт в июле 1943 года, сначала служил в чине лейтенанта в штабе 7 механизированного корпуса 4-й гвардейской стрелковой дивизии. Закончил войну переводчиком штаба в чине гвардии лейтенанта 9 гвардейского воздушно-десантного стрелкового Фукшанского полка 4 гвардейской воздушно-десантной дивизии 2-го Украинского фронта. По словам его биографов Сапожников переводил с немецкого, английского и французского, ему приходилось переводить в том числе командующему фронтом маршалу И. С. Коневу, участвовать в переговорах с союзниками. Был демобилизован в 1947 году.
В 1947 году вернулся в Ботанический институт на ту же должность, в дальнейшем занимал её же в течение 30 лет, до 1977 года.
В 1955 году защитил диссертацию на соискание степени доктора биологических наук.
Осенью 1955 года подписал «Письмо трёхсот» в ЦК КПСС, ставшее впоследствии причиной отставки Т. Д. Лысенко с поста президента ВАСХНИЛ.
В 1969 году присуждено звание профессора.
В 1977—1979 годах консультант Ботанического института АН СССР. В 1970 году в Ботаническом институте Д. И. Сапожниковым создана группа для изучения пластидных пигментов растений, Давид Иосифович руководил ей до 1979 года.
Основные научные интересы были направлены на исследования хлорофиллов и каротиноидов (пластидных пигментов) высших растений. Изучалась роль каротиноидов в фотосинтезе. Ряд работ был посвящен проблеме эволюции и происхождения фотосинтеза. Сапожников развивал экологическое направление исследование пигментов. В 1957 году Д. И. Сапожников открыл взаимопревращения двух ксантофиллов (виолаксантина и зеаксантина). Этот процесс был назван в его честь «виолаксантиновым циклом Сапожникова».
Опубликовал более 150 научных работ. Под руководством Д. И. Сапожникова было успешно защищено 20 кандидатских диссертаций. В 1965 и 1967 года подготовил и прочитал курсы лекций по пластидным пигментам в Ленинградском и Душанбинском университетах. А в 1968 году прочитал лекции по происхождению и эволюцию фотосинтеза в Берлинском универистете. Участвовал в международных научных конгрессах и конференцияз в 1967 году в ГДР, в 1968 в ФРГ и в 1972 в Румынии.
23 ноября 1983 года скончался в Риме.

## Награды
- орден Красной Звезды,
- медаль «За оборону Ленинграда»,
- медаль «За победу над Германией в Великой Отечественной войне 1941—1945 гг.»

## Основные научные труды
- Световое питание растений. М.; Л., 1951;
- Пигменты пластид зеленых растений и методика их исследования. М.; Л., 1964.

### Рекомендуемые источники
- Маслова Т. Г., Попова И. А. Давид Иосифович Сапожников (17.VI.1911-23.XI.1983) // Бот. журн. 1993. Т. 78. No 8;
- Маслова Т. Г., Попова И. А. Давид Иосифович Сапожников (к 90-летию со дня рождения). СПб., 2001.